# Postmarksizm
Postmarksizm − nurt w myśli lewicowej tzw. zachodniego marksizmu postulujący przeformułowanie, a nawet odrzucenie, wielu tez klasycznego marksizmu, jako nieprzystających do nowych warunków i powodujących spychanie nurtu lewicowego na margines, na korzyść idei nowej prawicy.

## Źródła i kontekst powstania

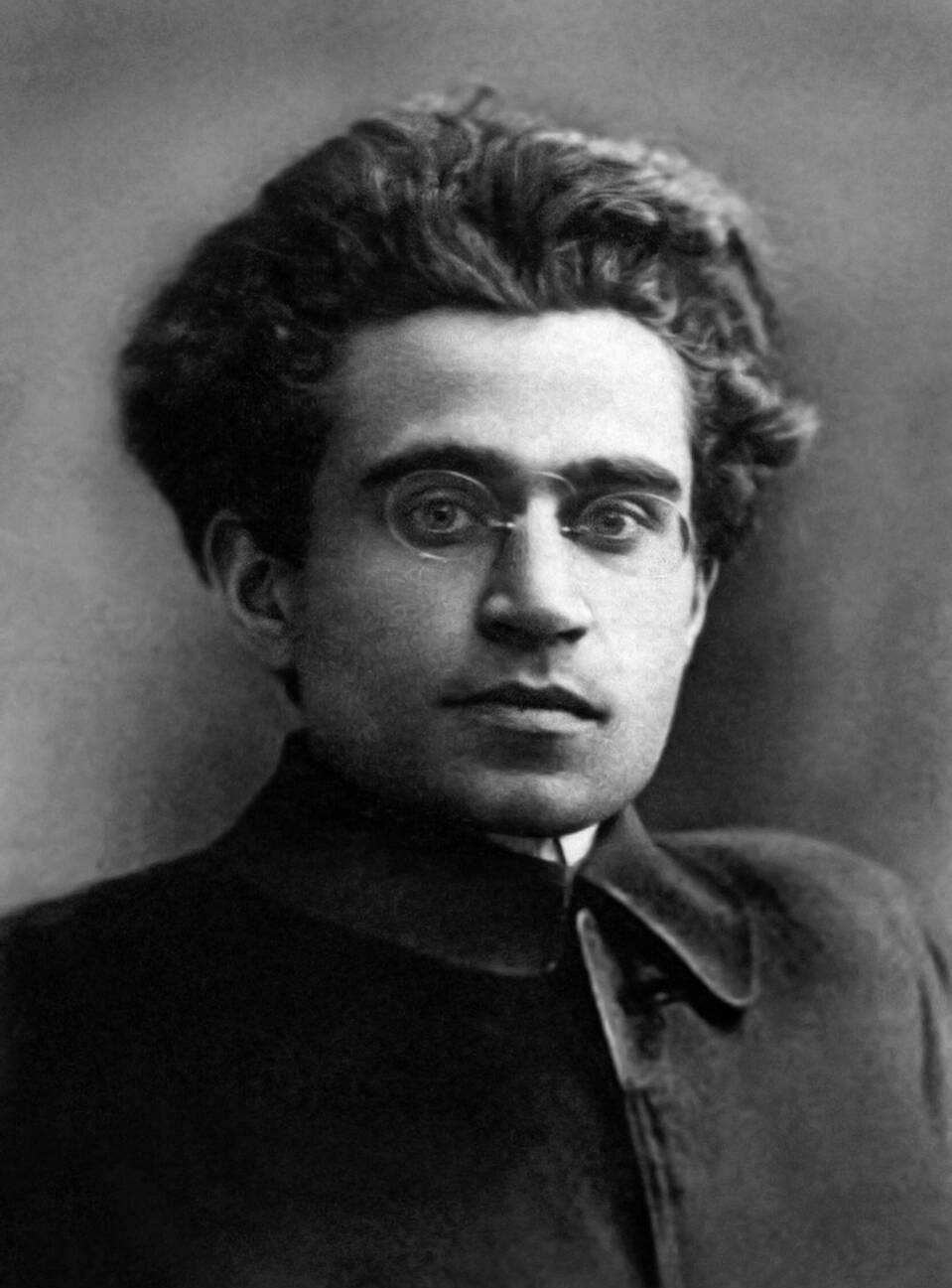
Antonio Gramsci

Wydarzenia roku 1968 wpłynęły na ukształtowanie się postmarksizmu. Z jednej strony brutalne stłumienie Praskiej Wiosny ostatecznie skompromitowało ZSRR w oczach zachodnich marksistów, z drugiej wydarzenia paryskie, skierowane między innymi przeciwko partii komunistycznej, wykazały, że dla młodych ludzi marksizm klasyczny przestał być punktem odniesienia, a dyskurs polityczny przeniósł się z gabinetów partyjnych "na ulicę". Postmarksizm wyrastał z myśli filozoficznej szkoły frankfurckiej, dawnych krytycznych marksistów jak György Lukács, Antonio Gramsci i Ernst Bloch oraz z filozofii poststruktalistycznej Jean-Francois Lyotarda, Jacques'a Lacana, Michela Foucaulta, Jacques'a Derridy i późnego Ludwiga Wittgensteina.

## Koncepcja
Dziełem klasycznym i fundamentalnym dla postmarksizmu jest wydana w 1985 roku książka Ernesto Laclaua i Chantal Mouffe Hegemonia i socjalistyczna strategia. Laclau i Mouffe odrzucili marksowski podział na bazę i nadbudowę, teleologiczną koncepcję historii, jako zmierzającą do triumfu klasy robotniczej i zapanowania komunizmu, odrzucili w ogóle tezę o przewodniej roli proletariatu, na rzecz wszystkich grup uciskanych (mniejszości seksualnych, kobiet dążących do emancypacji itd.) i przewodniej roli partii, która przestała być depozytariuszką prawdy i motorem działania. Odrzucili także tezę o wyłącznie ekonomicznym podłożu ludzkich motywacji, według nich człowiekiem kierują uświadomione i nieuświadomione namiętności. Zrezygnowali również z koncepcji marksizmu jako nauki, było to pokłosie odrzucenia pozytywizmu na rzecz relatywizmu poznania, charakterystycznego dla myśli ponowoczesnej.
Marks był dla nich przede wszystkim wybitnym krytykiem kapitalizmu, który jednak wbrew jemu nie rozpadł się, a wręcz staje się coraz bardziej zachłanny. Przejęli od Marksa, przy tym ją jednak modyfikując, koncepcję fałszywej świadomości – nieświadomie przyjmowanego oglądu rzeczywistości klas panujących przez klasy podporządkowane, jako sposobu konserwacji niesprawiedliwego systemu. U Laclaua i Mouffe przyjęło to formę polityki jako hegemonii – drogi do zdobycia władzy poprzez umiejętność narzucenia własnej formy dyskursu społeczeństwu.